# Aldo Ciccolini
Pour les articles homonymes, voir Ciccolini.
Aldo Ciccolini, né le 15 août 1925 à Naples et mort le 1er février 2015 à Asnières-sur-Seine, est un pianiste classique italien, naturalisé français en 1971.

## Biographie
Aldo Ciccolini étudie le piano à Naples avec Paolo Denza (élève de Ferruccio Busoni), Achille Longo, puis avec Marguerite Long, Alfred Cortot et Yves Nat à Paris. Son talent fait l'objet de discussions passionnées entre ses maîtres : le directeur du Conservatoire de Naples, Francesco Cilea, obtient une dispense ministérielle pour l'admettre en classe de composition à l'âge de neuf ans, car Achille Longo le pressent compositeur, mais Paolo Denza voit déjà en lui le pianiste d'exception qu'il deviendra.
Il fait ses débuts au Théâtre San Carlo de Naples en 1941. Il arrive à Paris en 1949 et remporte, ex æquo avec Ventsislav Yankoff, le premier grand prix du concours Marguerite-Long-Jacques-Thibaud, avec une interprétation mémorable (et saluée par des critiques comme Bernard Gavoty) du premier concerto de Tchaïkovsky. Paul Badura-Skoda et Pierre Barbizet figuraient parmi les autres lauréats.
Ardent défenseur de la musique française pour piano (Ravel, Debussy, Satie, Chabrier, Séverac, mais aussi Massenet, Alkan, Castillon, Tailleferre), il est également un lisztien convaincu et un beethovénien passionné.
Aldo Ciccolini se produit avec les plus grands chefs d'orchestre tels que Wilhelm Furtwängler, Dimitri Mitropoulos, Ernest Ansermet, Kiril Kondrachine, Erich Kleiber, Dmitri Chostakovitch, Pierre Monteux, Sergiu Celibidache, Carlo Maria Giulini, Charles Munch, André Cluytens, Lorin Maazel et Zubin Mehta.
Il acquiert la nationalité française en 1971 (sous l'égide de Georges Pompidou), puis enseigne au Conservatoire national supérieur de musique et de danse de Paris de 1971 à 1987 où il forme les nouvelles générations (Akiko Ebi, Pascal Le Corre, Fabio Mengozzi, Géry Moutier, Artur Pizarro, Antonio Pompa-Baldi, Jean-Yves Thibaudet, Marie-Josèphe Jude, Nicholas Angelich, Jean-Marc Savelli, Jean-Luc Kandyoti, Omar Yagoubi), révélant ainsi une vocation de pédagogue à laquelle, grâce aux master classes, il ne renoncera jamais.
Aldo Ciccolini est l'un des pianistes fétiches du Festival de Nohant, invité fréquemment par Jean Darnel, alors directeur artistique du festival. En 1971, il est l'invité vedette du festival berrichon. En 1972, c'est à A. Ciccolini que revient l'honneur de donner un concert d'hommage à celui qui était l'enfant chéri du festival, Samson François.
Il s'éteint le 1er février 2015 à 89 ans. 
Il aura consacré toute sa vie à la discipline du piano. Ainsi, confiait-il sur France Musique, deux mois avant sa mort : « Tous les jours, je travaille, et parfois même la nuit.  J’ai la chance énorme, horrible, d’être insomniaque, pour moi le sommeil est une vue de l’esprit. J’attends le sommeil éternel et, profitant de l’instant, je préfère travailler ». Selon ses vœux, il repose à Saint-Félix-Lauragais, près de Déodat de Séverac.
Habitué des studios, Aldo Ciccolini laisse derrière lui une centaine d'enregistrements discographiques.

## Discographie sélective
- 13 Valses - Œuvres de Brahms, Chabrier, Chopin, Debussy, Fauré, Grieg, Massenet, Pierné, Satie, Séverac, Schubert, Sibelius, Tailleferre (La Dolce Volta)
- Isaac Albeniz : Iberia - Enrique Granados : Goyescas (EMI)
- Ludwig van Beethoven : Les 32 sonates pour piano (Cascavelle), Concertos pour piano 3 & 4 (EMI)
- Mario Castelnuovo-Tedesco : Œuvres pour piano (Phoenix classics)
- Frédéric Chopin : 21 nocturnes (Cascavelle)
- Claude Debussy : Les œuvres pour piano (EMI)
- Edvard Grieg : Pièces lyriques (Cascavelle)
- Leoš Janáček : Œuvres pour piano (Cascavelle)
- Jules Massenet : Œuvre complète pour piano seul et 2 pianos (EMI)
- Wolfgang Amadeus Mozart : Alla Turca (La Dolce Volta)
- Wolfgang Amadeus Mozart : Fantaisie en ut mineur KV475, Sonates no 14 KV457 et no 12 KV332 / Muzio Clementi : Sonate pour piano op.34 no 2 (La Dolce Volta)
- Franz Liszt : Œuvres pour piano (Années de pèlerinage, Harmonies poétiques et religieuses, Paraphrases...) (EMI)
- Camille Saint-Saëns :Le Carnaval des animaux, Orchestre de La Société des Concerts du Conservatoire, dir. Georges Prêtre (Emi 1958)
- Camille Saint-Saëns :  les 5 Concertos pour piano et orchestre, Orchestre de Paris, dir. Serge Baudo (EMI 1971)
- Vincent d'Indy : Symphonie sur un chant montagnard français, Orchestre de Paris, dir.Sege Baudo (EMI 1976)
- Erik Satie : Les œuvres pour piano (EMI)
- Robert Schumann : Carnaval de Vienne - Scènes de la forêt - Grande sonate op. 14 (Cascavelle)
- Déodat de Séverac : L'œuvre pour piano (EMI)
- Franz Schubert: Impromptus (EMI)

## Décorations et distinctions
- Officier de la Légion d'honneur (1996)[8]
- Commandeur de l'ordre des Arts et des Lettres
- Commandeur de l'ordre national du Mérite
- Grand Prix du Disque de l'Académie Charles-Cros
- Diapason d'Or
- Prix de l'Académie nationale des arts et des sciences des États-Unis
- Prix Edison
- Médaille d'honneur de la ville de Carcassonne (1991).